# Roberto De Zerbi
Roberto De Zerbi (* 6. Juni 1979 in Brescia) ist ein ehemaliger italienischer Fußballspieler und heutiger -trainer. Seit Juli 2024 ist er Cheftrainer des französischen Erstligisten Olympique Marseille.

## Spielerkarriere
Für die AC Mailand kam Roberto De Zerbi zu Beginn seiner Karriere nicht zum Einsatz und so spielte er bis zur Saison 2007/08 ausschließlich in der Serie B und C (2. und 3. Italienische Liga).
Ab der Saison 2006/07 spielte Roberto De Zerbi als Mittelfeldspieler für die SSC Neapel und schaffte mit dem Klub in seiner ersten Saison den Aufstieg in die Serie A. Im Januar 2008 wurde er bis Saisonende in seine Heimatstadt zu Brescia Calcio ausgeliehen. Die Saison 2008/09 bestritt De Zerbi leihweise bei US Avellino in der Serie B.
Im Februar 2010 wurde De Zerbi an den rumänischen Klub CFR Cluj ausgeliehen, der ihn im Sommer 2010 fest unter Vertrag nahm. Dort kam er nicht über die Rolle des Ergänzungsspielers hinaus. In der Saison 2011/12 gewann er mit dem Team seinen zweiten Meistertitel. Im Sommer 2012 wurde sein Vertrag in Cluj nicht verlängert. Er war ein halbes Jahr ohne Verein, ehe Trento Calcio 1921 ihn in die Serie D holte. Dort beendete er im Sommer 2013 seine Karriere.

## Trainerkarriere
Nach dem Ende seiner Spielerlaufbahn wurde Roberto De Zerbi Trainer und betreute in erster Funktion von 2013 bis 2014 den Serie-D-Verein US Darfo Boario, mit dem er jedoch abstieg. Im Sommer 2014 übernahm er in Nachfolge von Pasquale Padalino die Mannschaft von Foggia Calcio in der Lega Pro. Im ersten Jahr wurde der siebte Platz der Girone C erreicht, wobei De Zerbis Team mit 63 Treffern die beste Offensive der Liga stellte.
Am 5. September 2016 übernahm De Zerbi das Traineramt bei der US Palermo als Nachfolger des beurlaubten Davide Ballardini. Bereits Ende November wurde De Zerbi jedoch wieder entlassen, da Palermo unter seiner Führung auf den letzten Tabellenplatz abgerutscht war.
Nach der Entlassung von Marco Baroni im Oktober 2017 wurde De Zerbi dessen Nachfolger beim Serie-A-Aufsteiger Benevento Calcio.
Im Juni 2018 wurde er offiziell Nachfolger von Giuseppe Iachini bei der US Sassuolo Calcio und unterschrieb einen Vertrag bis zum 30. Juni 2020.
Am 25. Mai 2021 wurde De Zerbi als Cheftrainer des ukrainischen Premjer-Liha-Klubs Schachtar Donezk bekannt gegeben. Am 22. September gewann er im Olympiastadion in Kiew den ukrainischen Superpokal 2021 gegen Dynamo Kiew und war damit der erste italienische Trainer, der diesen Titel in der Ukraine gewann. Aufgrund der russischen Invasion in der Ukraine verließ er den Verein im Juli 2022 einvernehmlich, zu diesem Zeitpunkt stand er mit Schachtar an der Tabellenspitze der Premjer-Liha.
Im September 2022 wurde De Zerbi als neuer Cheftrainer beim englischen Erstligisten Brighton & Hove Albion vorgestellt und unterschrieb einen Vierjahresvertrag. Er folgte auf Graham Potter, nachdem dieser zum FC Chelsea gewechselt war. Die Saison 2022/23 wurde auf dem sechsten Rang beendet, mit dem der Verein erstmals die Teilnahme an einem europäischen Wettbewerb erreichte. Am Ende der Saison 2023/24 verließ er den Verein. Zur folgenden Spielzeit wurde er Cheftrainer beim französischen Erstligisten Olympique Marseille.

## Erfolge

### Als Spieler
- Rumänischer Meister: 2009/10, 2011/12
- Rumänischer Pokalsieger: 2009/10

### Als Trainer
- Ukrainischer Fußball-Supercup-Sieger 2021